# Dry
Dry – miejscowość i gmina we Francji, w Regionie Centralnym, w departamencie Loiret.
Według danych na rok 1990 gminę zamieszkiwało 1025 osób, a gęstość zaludnienia wynosiła 45 osób/km² (wśród 1842 gmin Centre, Dry plasuje się na 385. miejscu pod względem liczby ludności, natomiast pod względem powierzchni na miejscu 566.).